# ارادت به مریم
آداب ارادت به مریم (به انگلیسی: Marian devotions)، به اعمال و نیایش‌هایی گفته می‌شود که در مسیحیت، به ویژه در کلیسای کاتولیک، کلیسای ارتدوکس شرقی و برخی شاخه‌های انگلیکان و لوتری، به مریم، مادر عیسی مسیح، اختصاص داده شده است. این ارادت‌ها شامل دعاها، سرودها، زیارت‌ها، روزه‌ها، و دیگر اعمال مذهبی است که با هدف تکریم و بزرگداشت مریم و به باور مسیحیان، درخواست شفاعت او نزد خداوند انجام می‌شود.
آداب ارادت به مریم ریشه در باور به نقش ویژه مریم باکره در طرح رستگاری دارد. او به عنوان مادر خدا، باکره مقدس، و الگوی ایمان و اطاعت شناخته می‌شود. مسیحیان معتقدند که مریم به دلیل نزدیکی‌اش به خداوند، می‌تواند دعاهای آنها را به او برساند و برای آنها شفاعت کند.
برخی از اجزای مربوط به آداب ارادت‌های رایج به مریم شامل تسبیح، تمثال معجزه‌آسا، نوار شانه‌ای، و هفت غم مریم می‌شود. این ارادت‌ها اغلب با اعتقادات و داستان‌های خاصی دربارهٔ مریم مقدس همراه هستند، مانند ظهور او در لورد و فاتیما.
اگرچه رسم ارادت ورزیدن به مریم در بین مسیحیان بسیار محبوب است، اما برخی از پروتستان‌ها آن را نمی‌پذیرند، زیرا معتقدند که این دست ارادت‌ورزی‌ها در کتاب مقدس به طور گسترده ترویج نشده‌اند و ممکن است توجه را از مسیح منحرف کنند. با این حال، کاتولیک‌ها و ارتدوکس‌ها تأکید می‌کنند که ارادت به مریم به معنای پرستش او نیست و او همچنان در جایگاه پایین‌تری نسبت به مسیح قرار دارد.